# Bitarová
Bitarová ist eine Gemeinde im Norden der Slowakei mit 907 Einwohnern (31. Dezember 2024) im Okres Žilina, einem Kreis des Žilinský kraj.

## Geographie
Das Gebiet des Dorfes Bitarová liegt im westlichen Teil des Silleiner Beckens am Bach Bitarovský potok und hat braune Waldböden. Kleine Waldflächen befinden sich im südwestlich und nordöstlich des Dorfes. Der Ort befindet sich auf einer Höhe von 380 m n.m., mit Höhen von bis zu 670 m und ist sechs Kilometer westlich der Stadt Žilina gelegen.

## Geschichte
Das Dorf wurde zum ersten Mal 1393 schriftlich erwähnt.

## Bevölkerung
| Jahr                | 1994 | 2004     | 2014     | 2024     |
| ------------------- | ---- | -------- | -------- | -------- |
| Anzahl der Personen | 540  | 627      | 742      | 907      |
| Unterschied         |      | +16,11 % | +18,34 % | +22,23 % |

| Jahr                | 2023 | 2024    |
| ------------------- | ---- | ------- |
| Anzahl der Personen | 885  | 907     |
| Unterschied         |      | +2,48 % |

Ergebnisse nach der Volkszählung 2001 (601 Einwohner):
| Nach Ethnie: - 98,67 % Slowaken - 1,16 % Tschechen | Nach Konfession: - 96,67 % römisch-katholisch - 2,00 % keine Angabe - 1,16 % konfessionslos |